# Mustapha Hadji
Pour les articles homonymes, voir Hadji.
Mustapha Hadji (arabe : مصطفى حاجي), né le 16 novembre 1971 à Ifrane Atlas Saghir, province de Guelmim, Maroc, est un footballeur marocain. 
Ancien milieu de terrain de l'équipe du Maroc de football, Hadji est un international marocain de 1993 à 2002, avec douze buts en 64 sélections.
Il est le frère aîné de Youssouf Hadji, et le père de Samir Hadji et Zachary Hadji.

## Biographie
Natif du Maroc, Mustapha Hadji arrive en France vers l'âge de dix ans. Il grandit tout d'abord à Saint-Étienne, puis déménage à Montceau-les-mines et à Creutzwald.
Il commence sa carrière professionnelle en 1992 avec le club de l'AS Nancy-Lorraine et frappe très tôt à la porte des pros.
Il est détenteur des deux nationalités française et marocaine. Début octobre 1993, Raymond Domenech le sélectionne en équipe de France espoirs, mais Hadji optera pour le Maroc. 
Le sélectionneur marocain Abdellah Blinda le repère en lisant le magazine France Football et le convainc de rejoindre l'équipe du Maroc. Il joue son premier match en sélection en octobre 1993 lors d'un match contre la Zambie et participe à la Coupe du monde 94 avec le Maroc. Le choix de Hadji de rejoindre le Maroc au détriment de la France lui vaut des critiques au sein de son club.
En 1996, il signe pour le Sporting Portugal, un club qui est marqué par son instabilité sportive à cette période. Le contrat doit s'achever en 2000. Devant l'instabilité de son club, Hadji souhaite le quitter pour revenir en France. Devant l'absence d'offres, il prend en 1997 le chemin de la Liga où il signe pour le Deportivo La Corogne où évolue notamment son coéquipier en sélection Noureddine Naybet. En 1998, lors de la phase finale de la coupe du monde de football, il marque contre la Norvège un magnifique but qui contribue à construire sa notoriété internationale et lui vaut un contrat de 5,5 millions de livres sterling avec le Coventry City Football Club, et le Ballon d'or africain 1998.
Il rejoint Aston Villa pour 2 000 000 £ plus Julian Joachim en 2001 en signant un contrat de 10 millions de livres sterling, puis il est transféré à l'Espanyol de Barcelone, pour une durée de quatre mois. En 2005, il signe à l'Emirates Club à Dubaï pour 10 millions de dollars et en 2006, il rejoint le FC Saarbrucken en Allemagne. Il termine sa carrière au Fola Esch, club doyen du football luxembourgeois. Mustapha Hadji joue son dernier match avec l'équipe du Maroc en 2002 contre le Mali.
Il est consultant pour la chaîne de télévision Eurosport France durant la CAN 2008. Mustapha Hadji joue aussi pour l'équipe du monde de FIFA beach soccer et il est l'un des ambassadeurs pour la Coupe de monde 2010 en Afrique du Sud avec George Weah, Mark Fish, Abedi Pele, Hossam Hassan, Roger Milla, Emmanuel Maradas, Lucas Radebe, Philemon Masinga, Horace Burrell, Jomo Sono et Kalusha Bwalya.
Mustapha soutient l'action contre le racisme avec la campagne dénommée "Show Racism the Red Card".

## Sélection en équipe nationale
| Date       | Lieu            | Match                   | Score         | Compétition          | Buts du joueur |
| ---------- | --------------- | ----------------------- | ------------- | -------------------- | -------------- |
| 10/10/1993 | Casablanca      | Maroc - Zambie          | 1 - 0         | Élim. CM 1994        |                |
| 02/02/1994 | Sharjah         | Égypte – Maroc          | 1 - 1         | Tournoi EAU - Amical |                |
| 23/02/1994 | Casablanca      | Maroc – Finland         | 0 - 0         | Amical               |                |
| 20/04/1994 | Salta           | Argentine - Maroc       | 3 - 1         | Amical               |                |
| 01/06/1994 | Montréal        | Canada - Maroc          | 1 - 1         | Amical               |                |
| 19/06/1994 | Orlando         | Belgique - Maroc        | 1 - 0         | C.M 1994             |                |
| 25/06/1994 | New York        | Arabie Saoudite - Maroc | 2 - 1         | C.M 1994             |                |
| 29/06/1994 | Orlando         | Pays-Bas - Maroc        | 2 - 1         | C.M 1994             |                |
| 13/11/1994 | Casablanca      | Maroc – Côte d’Ivoire   | 1 - 0         | Élim. CAN 1996       |                |
| 04/06/1995 | Abidjan         | Côte d’Ivoire - Maroc   | 2 - 0         | Élim. CAN 1996       |                |
| 15/11/1995 | Rabat           | Maroc - Mali            | 2 - 0         | Amical               | 1 but          |
| 03/01/1996 | Rabat           | Maroc - Tunisie         | 3 - 1         | Amical               |                |
| 29/08/1996 | Settat          | Maroc - Zaire           | 7 - 0         | Amical               | 1 but          |
| 06/10/1996 | Le Caire        | Égypte - Maroc          | 1 - 1         | Élim. CAN 1998       |                |
| 09/11/1996 | Rabat           | Maroc – Sierra Leone    | 4 - 0         | Élim. CM 1998        |                |
| 11/12/1996 | Casablanca      | Maroc - Croatie         | 2 - 2 (6 - 7) | Coupe Hassan         |                |
| 12/12/1996 | Casablanca      | Maroc - Nigeria         | 2 - 0         | Coupe Hassan II      |                |
| 12/01/1997 | Kumasi          | Ghana - Maroc           | 2 - 2         | Élim. CM 1998        | 1 but          |
| 22/02/1997 | Dakar           | Sénégal - Maroc         | 0 - 0         | Élim. CAN 1998       |                |
| 06/04/1997 | Libreville      | Gabon - Maroc           | 0 - 4         | Élim. CM 1998        |                |
| 26/04/1997 | Freetown        | Sierra Leone - Maroc    | 0 - 1         | Élim. CM 1998        |                |
| 31/05/1997 | Rabat           | Maroc - Éthiopie        | 4 - 0         | Élim. CAN 1998       |                |
| 07/06/1997 | Casablanca      | Maroc - Ghana           | 1 - 0         | Élim. CM 1998        |                |
| 21/06/1997 | Rabat           | Maroc - Égypte          | 1 - 0         | Élim. CAN 1998       |                |
| 27/07/1997 | Rabat           | Maroc - Sénégal         | 3 - 0         | Élim. CAN 1998       |                |
| 16/08/1997 | Casablanca      | Maroc - Gabon           | 2 - 0         | Élim. CM 1998        |                |
| 09/10/1997 | Belem           | Brésil - Maroc          | 2 - 0         | Amical               |                |
| 14/01/1998 | Casablanca      | Maroc - Angola          | 2 - 1         | Amical               | 1 but          |
| 05/02/1998 | Marrakech       | Maroc - Niger           | 3 - 0         | Amical               |                |
| 09/02/1998 | Bobo Dioulassou | Zambie - Maroc          | 1 - 1         | CAN 1998             |                |
| 13/02/1998 | Bobo Dioulassou | Mozambique - Maroc      | 0 - 3         | CAN 1998             |                |
| 17/02/1998 | Ouagadougou     | Égypte - Maroc          | 0 - 1         | CAN 1998             | 1 but          |
| 22/02/1998 | Ouagadougou     | Afrique du Sud - Maroc  | 2 - 1         | ¼ de finale CAN 1998 |                |
| 04/06/1998 | Avignon         | Chili - Maroc           | 1 - 1         | Amical               | 1 but          |
| 10/06/1998 | Montpellier     | Norvège - Maroc         | 2 - 2         | C.M 1998             | 1 but          |
| 16/06/1998 | Nantes          | Brésil - Maroc          | 3 - 0         | C.M 1998             |                |
| 23/06/1998 | St-Étienne      | Écosse - Maroc          | 0 - 3         | C.M 1998             |                |
| 03/10/1998 | Casablanca      | Maroc - Sierra Leone    | 3 - 0         | Élim. CAN 2000       |                |
| 20/01/1999 | Marseille       | France - Maroc          | 1 - 0         | Amical               |                |
| 24/01/1999 | Kamsar          | Guinée - Maroc          | 1 - 1         | Élim. CAN 2000       | 1 but          |
| 28/02/1999 | Lomé            | Togo - Maroc            | 2 - 3         | Élim. CAN 2000       | 1 but          |
| 10/04/1999 | Casablanca      | Maroc - Togo            | 1 - 1         | Élim. CAN 2000       |                |
| 28/04/1999 | Arnhem          | Pays-Bas - Maroc        | 1 - 2         | Amical               |                |
| 05/06/1999 | Rabat           | Maroc - Guinée          | 1 - 0         | Élim. CAN 2000       |                |
| 07/09/1999 | Liège           | Belgique - Maroc        | 4 - 0         | Amical               |                |
| 17/11/1999 | Marrakech       | Maroc - États-Unis      | 2 - 1         | Amical               | 1 but          |
| 22/12/1999 | Agadir          | Maroc - Sénégal         | 0 - 0         | Amical               |                |
| 18/01/2000 | El Jadida       | Maroc - Trinité         | 1 - 0         | Amical               | 1 but          |
| 25/01/2000 | Lagos           | Congo - Maroc           | 0 - 1         | CAN 2000             |                |
| 29/01/2000 | Lagos           | Tunisie - Maroc         | 0 - 0         | CAN 2000             |                |
| 03/02/2000 | Lagos           | Nigeria - Maroc         | 2 - 0         | CAN 2000             |                |
| 09/04/2000 | Banjul          | Gambie - Maroc          | 0 - 1         | Élim. CM 2002        |                |
| 22/04/2000 | Casablanca      | Maroc - Gambie          | 2 - 0         | Élim. CM 2002        |                |
| 02/09/2000 | Libreville      | Gabon - Maroc           | 2 - 0         | Élim. CAN 2002       |                |
| 08/10/2000 | Casablanca      | Maroc - Kenya           | 1 - 0         | Élim. CAN 2002       |                |
| 22/11/2000 | Casablanca      | Maroc - Libye           | 0 - 0         | Amical               |                |
| 13/01/2001 | Tunis           | Tunisie - Maroc         | 0 - 1         | Élim. CAN 2002       |                |
| 28/01/2001 | Le Caire        | Égypte - Maroc          | 0 - 0         | Élim. CM 2002        |                |
| 24/02/2001 | Rabat           | Maroc - Sénégal         | 0 - 0         | Élim. CM 2002        |                |
| 24/03/2001 | Rabat           | Maroc - Tunisie         | 2 - 0         | Élim. CAN 2002       |                |
| 21/04/2001 | Rabat           | Maroc - Namibie         | 3 - 0         | Élim. CM 2002        |                |
| 30/06/2001 | Rabat           | Maroc - Égypte          | 1 - 0         | Élim. CM 2002        | 1 but          |
| 14/07/2001 | Dakar           | Sénégal - Maroc         | 1 - 0         | Élim. CM 2002        |                |
| 20/11/2002 | Rabat           | Maroc - Mali            | 1 - 3         | Amical               |                |

## Palmarès

### En club
AS Nancy-Lorraine
- Championnat de France D2
  - Champion en 1991

 Sporting Portugal
- Championnat du Portugal
  - Vice-Champion en 1997
- Supercoupe du Portugal
  - Vainqueur en 1996

 Aston Villa FC
- Coupe Intertoto
  - Vainqueur en 2001

### Distinctions personnelles
- Joueur africain de l'année en 1998
- Élu "Joueur de légende" par la Confédération africaine de football en 2011[4]